# Російська дезінформація під час російсько-української війни
Дезінформацію поширювали й поширюють державні органи Російської Федерації, а також органи терористичних квазідержавних утворень «ДНР» та «ЛНР» під час російсько-української війни.

## Цілі та атрибуція
Дезінформація, яка приписується Росії з початку російсько-української війни 2014 року, мала на меті показати причетність української сторони до серйозних порушень прав людини.
У січні 2022 року російська влада поширювала дезінформацію (неправдиву інформацію з метою навмисного обману) з використанням «клинових питань» для заохочення роз'єднаності між західними країнами на підтримку України; для протидії темам, які просуває Організація Північноатлантичного договору (НАТО); для створення правдоподібного заперечення порушень прав людини, здійснених російськими військами; та створення casus belli для подальшого вторгнення в Україну.

## Ефекти
У лютому 2022 року Еліот Хіггінс з Bellingcat визнав, що якість російських відео з дезінформацією погіршилася, але залишилася особливо ефективною для старшого покоління росіян.

## Дезінформаційні теми
Російські пранки
Телефонні дзвінки високопосадовцям європейських держав від імені інших публічних осіб/високопосадовців, в тому числі за допомогою технологій deep fake а фактично від російських пранкерів з метою поставити провокаційні питання, знервувати, зруйнувати дипломатичні відносини, та отримати стратегічну інформаційну перевагу. Запис цих телефонних розмов російські пранкери надалі виставляли в Youtube для вільного прослуховування. 

#### Попередній запис «термінового» заклику до евакуації
18 лютого 2022 року лідери Донецької Народної Республіки (ДНР) та Луганської Народної Республіки (ЛНР), сепаратистських районів України, причетних до війни на Донбасі, транслювали те, що було представлено як терміновий заклик до громадян евакуюватися до Росії. Метадані з Telegram показали, що записи були завантажені двома днями раніше, 16 лютого.

#### Фальшиві спроби вбивства
Як повідомляє Bellingcat, вибух, начебто здійснений «українським шпигуном» у стосунку до «шефа сепаратистської поліції», який транслювали на російському державному телебаченні, продемонстрував наочні докази вибуху старої «автівки зеленої армії». Номер старого автомобіля був реєстраційним знаком начальника поліції сепаратистів, але той самий номерний знак також був помічений на іншому, новому позашляховику.
18 лютого 2022 року ЛНР показала відео, на якому видно вивезення автомобіля, повного вибухівки, який був підготовлений для підриву поїзда, повного жінок і дітей, які евакуювали до Росії. Метадані відео показали, що воно було записано 12 червня 2019 року

#### Фальшиві спроби саботажу
18 лютого 2022 року ДНР опублікувала відео, на якому стверджується, що поляки намагаються підірвати резервуар з хлором. Далі відео поширили російські ЗМІ. Метадані відео показали, що воно було створено 8 лютого 2022 року та включало поєднання різних аудіо чи відео, включаючи відео YouTube 2010 року з військового полігону у Фінляндії.
Українська розвідка поклала відповідальність за відео на російську спецслужбу ГРУ.

#### Заява про геноцид на Донбасі
У середині лютого 2022 року президент Росії Володимир Путін заявив, що Україна проводить геноцид на Донбасі. The Guardian інтерпретувала ексгумацію масових поховань жертв, убитих у 2014 році під час війни на Донбасі в 2021 році, як «політичне використання», щоб створити «вкрай оманливе» враження про те, що відбувається геноцид.
Путін неодноразово описував Україну, яка має президента-єврея Володимира Зеленського, як керовану неонацистами. Путін заявив, що хоче денацифікації України.

#### Спроби цензури російської Вікіпедії
У лютому та березні 2022 року  у перший тиждень після російського вторгнення в Україну та початку російсько-української війни  редактори російської Вікіпедії попередили своїх читачів та колег-редакторів про кілька повторюваних спроб керованого Путіним Російського уряду здійснення політичної цензури, інтернет-пропаганди, атак дезінформації та руйнівного редагування статті, що подає список втрат російських військових, а також українських цивільних осіб та дітей через триваючий військовий конфлікт.
29 березня 2022 Роскомнагляд звернувся до «адміністрації Вікіпедії» з вимогою стерти правдиву інформацію про війну Росії проти України.

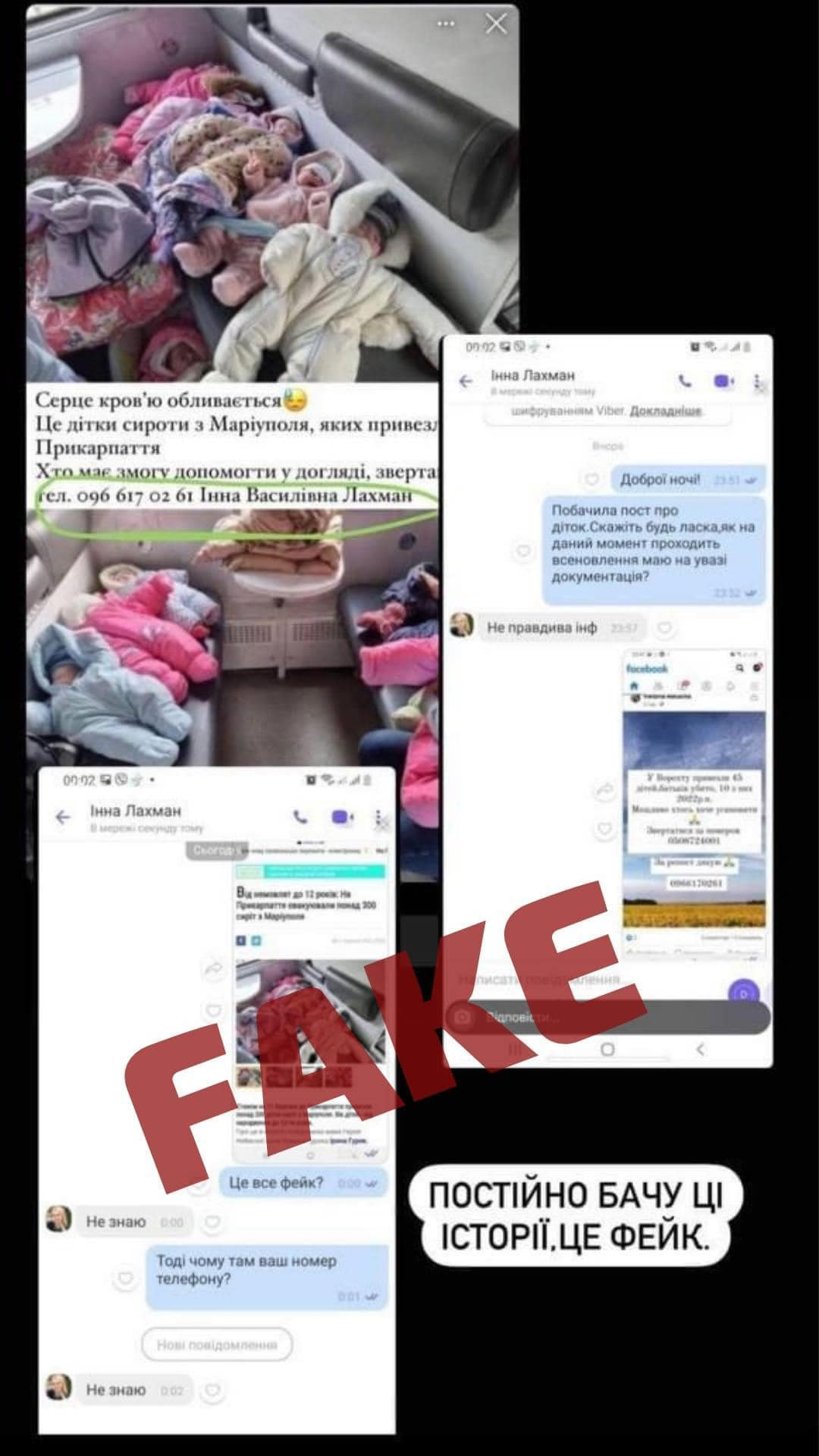
Фейкові оголошення про сиріт

#### Антибіженські настрої
Російська дезінформація також намагалася підняти настрої проти біженців у Польщі та інших країнах, які мають справу з напливом переважно українських біженців від війни. Облікові записи в соціальних мережах, які визначені як такі, що мають зв'язки з Росією, поширювали історії, включно зі заявами про біженців, які скоюють злочини або несправедливо мають привілеї, або про дискримінацію місцевих жителів щодо біженців (зокрема, щодо темношкірих та неукраїнських біженців). Така дезінформація має на меті послабити міжнародну підтримку України.

### Створення фейкових новин російськими ЗМІ
Протягом нового витка російсько-української війни, розпочатого 24 лютого, російські ЗМІ, контрольовані владою, продовжили практику створення брехливих (фейкових) новин, яку вони проводили з 2014 року. Серед таких новин як усні вигадані повідомлення, так і постановочні вигадані новини з відеорядом.
Телеграм-канали масово поширювало на початку вторгнення неправдиву інформацію про перебіг війни, зокрема, що керівництво України нібито покинуло країну або підписало договір про капітуляцію, населення захоплених міст зустрічає російських окупантів як «визволителів», розмови та повідомлення громадян прослуховують і прочитують українські спецслужби за правилами «воєнного часу» тощо.
7 березня окупанти завезли на Запорізьку АЕС 14 журналістів-пропагандистів для зйомки «вдячних за визволення працівників електростанції» та для виправдання агресії і запевнення громадян РФ, що ЗАЕС в цілковитій безпеці.
За повідомленням уповноваженої Верховної Ради з прав людини Людмили Денісової 6 квітня, російські військові викрадають українських цивільних чоловіків, щоб видавати їх за військовополонених. Свідчення російських воєнних злочинів РФ активно заперечує, називаючи їх підробками.

### Контроль над ЗМІ в Росії
В РФ місцевим ЗМІ заборонили використовувати слово «війна» у матеріалах, що стосуються «воєнної операції» Росії в Україні.
3 березня 2022 року Комітет Держдуми Росії з держбудівництва та законодавства схвалив поправку про запровадження відповідальності та штраф до 5 млн рублів або позбавлення волі терміном до 15 років за «публічне поширення завідомо неправдивої інформації про використання Збройних сил Російської Федерації». Депутати Державної думи РФ схвалили у першому читанні поправки до Кримінального Кодексу про покарання до 15 років позбавлення волі за «дезінформацію про дії Збройних сил РФ у воєнних операціях». Перші карні справи за цими поправками були відкриті в Росії в Томській області 16 березня 2022 року проти пересічних громадян  ( Див. Антивоєнні протести в Росії (2022) ). В Росії часто порушують кримінальні справи проти людей, які виступають проти війни Росії проти України і поширюють правдиву інформацію про цю війну.
Російська Федеральна служба з нагляду у сфері зв'язку, інформаційних технологій та масових комунікацій звернулася до цілої низки ЗМІ з вимогою про видалення «недостовірної інформації про спеціальну воєнну операцію ЗС Росії із захисту Донбасу». Згодом на вимогу Генпрокуратури Роскомнадзор заблокував доступ до інтернет-ресурсів радіостанції «Ехо Москви» та телеканалу «Дождь». Заблоковано також телеканал «Настоящее время», створений «Радіо Свобода» з участю «Голосу Америки», радіостанцію «Ехо Москви», «The Village», «Тайга.інфо», «DOXA», «The New Times» та низку українських видань. Після початку бойових дій в Росії протягом тижня було заблоковано кілька ЗМІ, зокрема були закриті опозиційні канали «Дождь» і «Ехо Москви».
29 березня 2022 Роскомнагляд звернувся до адміністрації Вікіпедії з вимогою стерти правдиву інформацію про війну Росії проти України.

### Російська пропаганда щодо війни Росії проти України

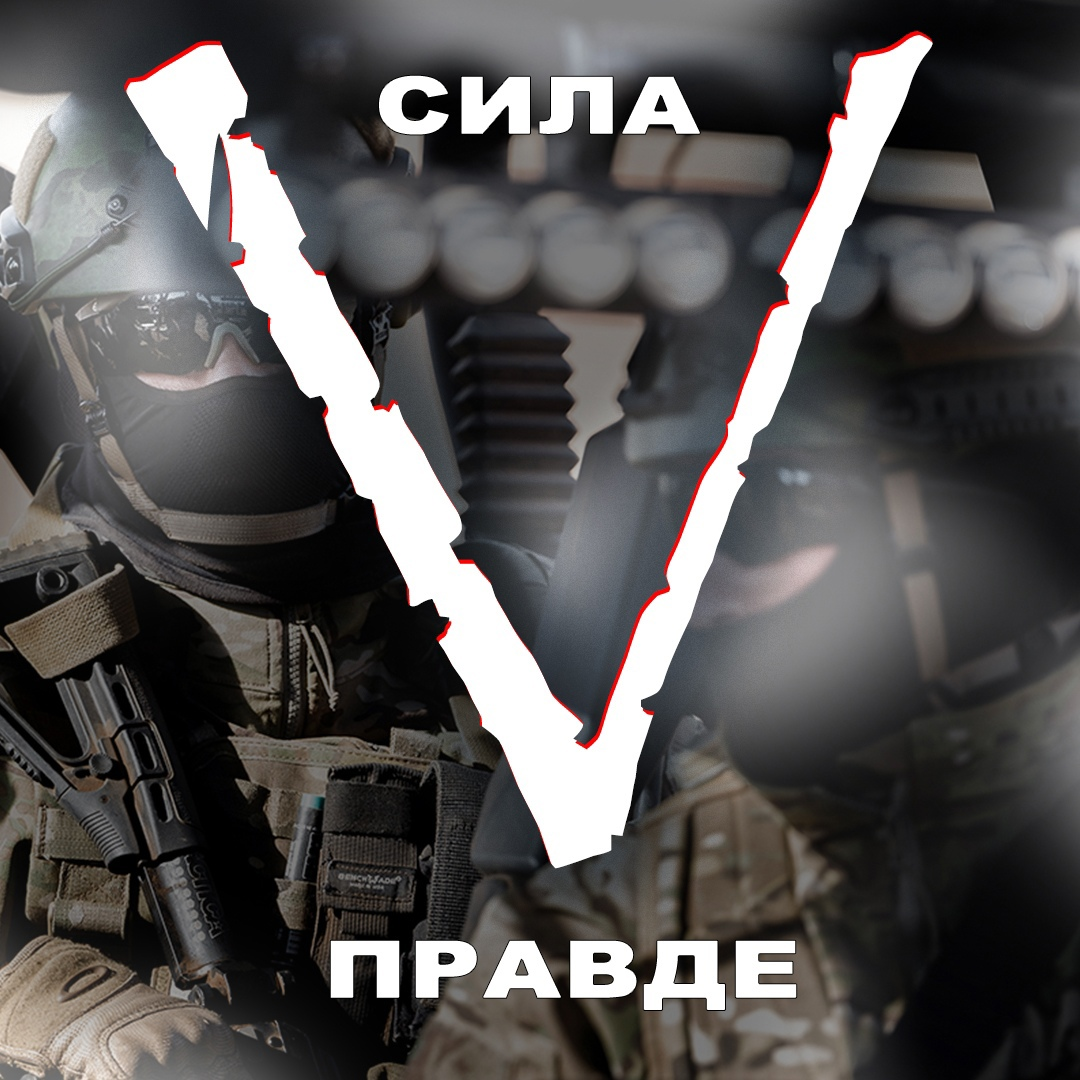
Російський плакат на підтримку її агресії з маркуванням морської піхоти

Президент Росії Путін і російська пропаганда називають агресивну війну Росії проти України, яка супроводжується вторгненням Росії з південного, східного та північного кордону України, «спеціальною воєнною операцією на Донбасі» з метою «демілітаризації та денацифікації України». Неонацизм є головною темою проросійської пропаганди, він приписується чинній українській владі та її союзникам. Насправді в Україні відсутні ознаки нацизму, а це зокрема: територіальні амбіції, спонсований державою тероризм, расизм, нестримний расовий антисемітизм, фанатизм, диктатура, пропаганда агресивної війни, імперські амбіції. В Україні 2015 року прийнято закон про засудження комуністичного та націонал-соціалістичного (нацистського) тоталітарних режимів в Україні та заборону пропаганди їхньої символіки. В Україні прийнято закон про запобігання та протидію антисемітизму і про кримінальну відповідальність за антисемітизм. Незважаючи на наявність в українському суспільстві окремих елементів ксенофобії, ніякої широкої підтримки нацизму та ультраправої ідеології нема ні в уряді, ні в армії, ні на виборах. Президентом України став російськомовний єврей Володимир Зеленський, який виграв президентські вибори 2019 року, в той час як його опонентом був українець; в ході парламентських виборів 2019 року ультраправі націоналістичні партії не змогли отримати жодного місця у Верховній раді України. Проти звинувачень України в нацизмі висловилися провідні політики й авторитетні дослідники нацизму та геноциду: Генеральний секретар ООН Антоніу Гутерріш, канцлер Німеччини Олаф Шольц, голова комісії ЮНЕСКО щодо попередження геноциду Александр Гінтон і приблизно 150 вчених-істориків з різних країн, які підписали спеціальну заяву з цього приводу. З критикою звинувачень Путіна на адресу Зеленського в неонацизмі і геноциді виступили Меморіальний музей жертв Голокосту в Освенцимі і Меморіальний музей Голокосту у Вашингтоні. Путін також висловлювався, що країни НАТО підтримують неонацистів.
Російським школам роздали методички, як виправдовувати війну Росії проти України перед дітьми. У російських школах запровадять уроки про війну з Україною. Пропаганду проводять також серед дітей у дитячих садках Росії. У російських вишах проводять пропагандистські лекції на виправдання війни з Україною (часто замість звичайних пар) і рекомендують розміщувати на сайтах вишів, фасадах і в авдиторіях символ Z. В Росії продають паски, прикрашені головним символом російського нацизму — білою літерою Z на зеленій глазурі. Росіяни переписують підручники з історії: прибирають згадки про Україну і Київ.
Протести в Росії проти війни не отримали висвітлення у провладних ЗМІ. За участь у протестах поліція затримала вже понад 6 тис. людей.
Пацифістські гасла в Росії переслідуються в кримінальному порядку.

## Відповіді
Державний департамент США та Європейська служба зовнішніх дій Європейського Союзу (ЄС) опублікували посібники, спрямовані на відповідь на російську дезінформацію.  Twitter призупинив усі рекламні кампанії в Україні та Росії, намагаючись стримати дезінформацію, що поширюється рекламою.